# Miss Supranacional 2016
Miss Supranacional 2016, la 8.ª edición del concurso Miss Supranacional, se llevó a cabo en el Centro Municipal de Recreación y Deportes (MOSIR) de la ciudad de Krynica-Zdrój (Polonia) el 2 de diciembre.
Representantes provenientes de setenta y un países y territorios compitieron por el título en esta edición del concurso. Al final del evento, Miss Supranacional 2015, Stephanía Stegman de Paraguay, coronó como su sucesora a Srinidhi Shetty de la India.

## Resultados
| Posición                  | Candidata |
| ------------------------- | --- |
| Miss Supranacional 2016   | - India - Srinidhi Shetty |
| Primera finalista         | - Venezuela - Valeria Vespoli |
| Segunda finalista         | - Surinam - Jaleesa Pigot |
| Tercera finalista         | - Sri Lanka - Ornella Gunesekere |
| Cuarta finalista          | - Hungría - Korinna Kocsis |
| Semifinalistas (Top 10)   | - Bielorrusia - Polina Pimahina - Birmania - Swe Zin Htet - Eslovaquia - Lenka Tekeljaková - Indonesia - Intan Aletrinö ∆ - Polonia - Ewa Mielnicka |
| Cuartofinalistas (Top 25) | - Argentina - Wanessa de Almeida - Australia - Silka Kurzak - Brasil - Clóris Junges - Filipinas - Joanna Eden - Japón - Risa Nagashima - Mauricio - Ambika Geetanjalee - México - Cynthia de la Vega - Países Bajos - Milenka Janssen - Panamá - Maibeth González - Paraguay - Viviana Florentín - Ruanda - Colombe Akiwacu - Rumania - Sînziana Sîrghi - Rusia - Vlada Gritsenko - Ucrania - Anastasia Lenna - Vietnam - Dương Ngọc Khả Trang |

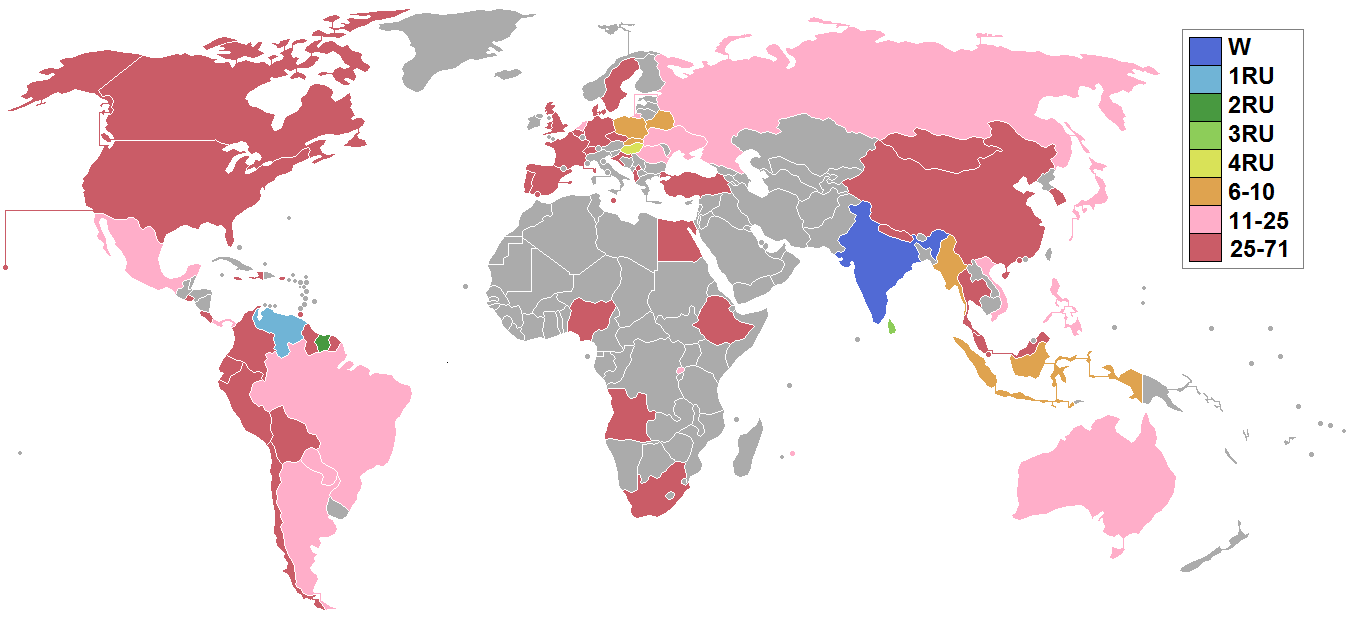
Países y territorios que enviaron candidatas y resultados para Miss Supranacional 2016

- Δ Elegida para el Top 16 por votación del público.

### Reinas continentales
| Continente     | Candidata                       |
| -------------- | ------------------------------- |
| África         | - Mauricio - Ambika Geetanjalee |
| América        | - Venezuela - Valeria Vespoli   |
| Asia y Oceanía | - India - Srinidhi Shetty       |
| Europa         | - Hungría - Korinna Kocsis      |

### Premios especiales
| Premio                 | Candidata                        |
| ---------------------- | -------------------------------- |
| Miss Fotogénica        | - Surinam - Jaleesa Pigot        |
| Miss Internet          | - Indonesia - Intan Aletrinö     |
| Miss Elegancia         | - Indonesia - Intan Aletrinö     |
| Miss Congenialidad     | - Myanmar - Swe Zin Htet         |
| Top Model              | - Argentina - Wanessa de Almeida |
| Mejor en Traje de Gala | - Rumania - Sînziana Sîrghi      |
| Mejor Cuerpo           | - Rusia - Vlada Gritsenko        |
| Mejor Traje Nacional   | - Vietnam - Dương Ngọc Khả Trang |

## Jueces
El panel de jueces de Miss Supranacional 2016 fue:
- Rafał Maślak - Míster Polonia 2014
- Stephanía Vasquez Stegman - Miss Supranacional 2015
- Eryk Szulejewski - director general de Polsat
- Tomasz Barański - coreógrafo, bailarín
- Krzysztof Gojdź
- Piotr Walczak
- Robert Czepiel
- Tomasz Szczepanik - vocalista de Pectus
- Asha Bhat - Miss Supranacional 2014
- Jozef Oklamčák - Prezes Oklamčák Producción
- Gerhard Parzutka von Lipiński - presidente de Nowa Scena

## Antecedentes

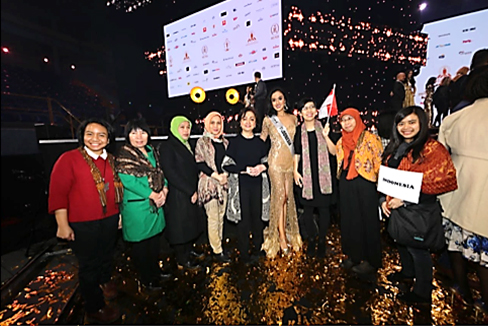
En el plató, simpatizantes de Miss Supranacional 2016.

El 1 de junio de 2016, la organización de la Asociación Mundial de la Belleza en la Ciudad de Panamá, Panamá, anunció que la octava edición del certamen de Miss Supranacional se llevará a cabo en MOSIR Arena, el Spa Resort de Krynica-Zdrój, Polonia nuevamente el viernes 2 de diciembre.

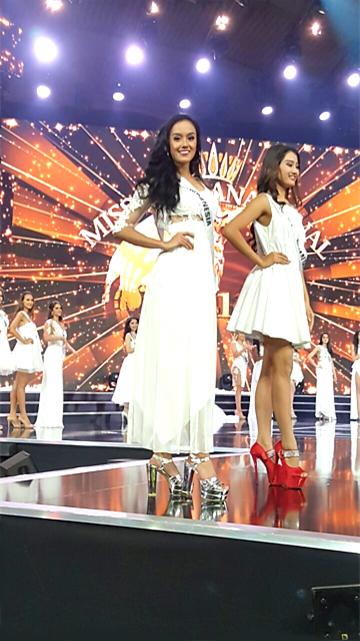
Miss Indonesia Intan Aletrinö camina sobre el escenario, las 10 semifinalistas principales usaron el mismo vestido con el tema de Blancanieves del patrocinador.

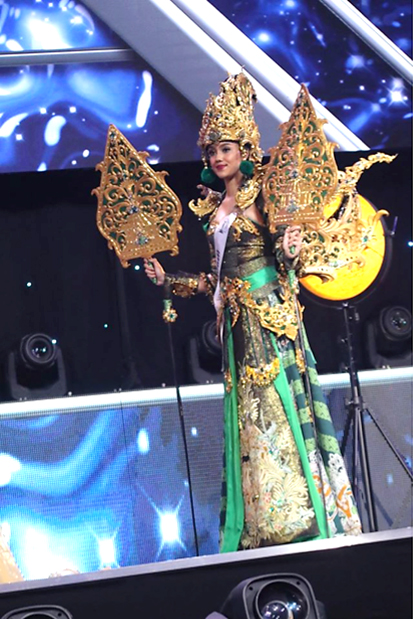
Miss Indonesia Intan Aletrinö trajo un traje típico durante la final de Miss Supranacional 2016.

El 5 de octubre de 2016, Gerhard Parzutka von Lipinski, presidente de Nowa Scena, anunció que Miss Supranacional 2016 se llevará a cabo en dos países, Polonia y Eslovaquia. Primero los concursantes llegarán a Varsovia, Polonia desde donde viajarán a la pintoresca ciudad de Poprad, Eslovaquia.

## Candidatas
71 candidatas compitieron por el título:
(En la tabla se utiliza su nombre completo, los sobrenombres van entrecomillados y los apellidos utilizados como nombre artístico, entre paréntesis; fuera de ella se utilizan sus nombres «artísticos» o simplificados).
| País/Territorio    | Candidata                          | Edad | Residencia              |
| ------------------ | ---------------------------------- | ---- | ----------------------- |
| Albania            | Geljana Elmasllari                 | 18   | Pogradec                |
| Alemania           | Anja-Vanessa Peter                 | 28   | Mörfelden-Walldorf      |
| Angola             | Maria Moises                       | 23   | Luanda                  |
| Argentina          | Wanessa Emiliana de Almeida        | 21   | Buenos Aires            |
| Australia          | Silka Kurzak                       | 25   | Sídney                  |
| Bélgica            | Amina Sousou                       | 23   | Bruselas                |
| Bielorrusia        | Polina Pimahina                    | 19   | Minsk                   |
| Bolivia            | Yesenia Barrientos Castro          | 22   | Santa Cruz de la Sierra |
| Brasil             | Clóris Ioanna Junges de Souza      | 20   | Curitiba                |
| Canadá             | Hanna Begovic                      | 18   | Kleinburg               |
| Chile              | María Trinidad Rendič Munizaga     | 22   | Santiago de Chile       |
| China              | Xuan Huang                         | 22   | Liaoning                |
| Colombia           | Lorena de Lima Arroyo              | 25   | Barranquilla            |
| Corea del Sur      | Dasol Lee                          | 26   | Cheongju                |
| Costa Rica         | Karla Paola Chacón Fuentes         | 25   | San José                |
| Croacia            | Petra Bojić                        | 23   | Zagreb                  |
| Dinamarca          | Malene Riis Sørensen               | 22   | Haderslev               |
| Ecuador            | María Isabel Piñeyro García        | 21   | Guayaquil               |
| Egipto             | Manet Mahmoud                      | 24   | El Cairo                |
| El Salvador        | Lissveth Interiano                 | 19   | Santa Ana               |
| Escocia            | Angel Collins                      | 22   | Glasgow                 |
| España             | Estilbe Hernández Alfonso          | 23   | Santa Cruz de Tenerife  |
| Estados Unidos     | Alexis Sherril                     | 24   | Durham                  |
| Etiopía            | Misker "Mika" Kassahun             | 21   | Harar                   |
| Filipinas          | Joanna Louise Deapera Eden         | 20   | Mandalúyong             |
| Francia            | Océane Pernodet                    | 21   | París                   |
| Gales              | Joey Staerkle                      | 20   | Llandudno               |
| Gibraltar          | Aisha Ben Yahya                    | 24   | Gibraltar               |
| Guadalupe          | Jenifer Geran                      | 23   | Pointe-à-Pitre          |
| Guyana             | Jaleesa Mar-Chell Peterkin         | 27   | Georgetown              |
| Haití              | Chrystelle Jean                    | 28   | Gros-Morne              |
| Hungría            | Korinna Kocsis                     | 25   | Sárvár                  |
| India              | Srinidhi Ramesh Shetty             | 24   | Kinnigoli               |
| Indonesia          | Intan Aletrinö                     | 23   | Padang                  |
| Inglaterra         | Angelina Kaliszewicz               | 26   | Londres                 |
| Jamaica            | Olivia Dwyer                       | 25   | May Pen                 |
| Japón              | Risa Nagashima                     | 24   | Gunma                   |
| Kosovo             | Elina Berdica                      | 18   | Pristina                |
| Macao              | Alicia Ung                         | 21   | Macao                   |
| Malasia            | Gizelle Julylen Liew Ei Ling       | 26   | Kota Kinabalu           |
| Malta              | Dajana Laketic                     | 25   | Swatar                  |
| Mauricio           | Ambika Geetanjalee Callychurn      | 27   | State House             |
| México             | Cynthia Alejandra de la Vega Oates | 24   | Monterrey               |
| Mongolia           | Britta Battogtokh Buyantogtokh     | 25   | Ulán Bator              |
| Myanmar            | Swe Zin Htet                       | 17   | Magway                  |
| Nepal              | Pooja Shrestha                     | 24   | Katmandú                |
| Nigeria            | Adaeze Marian Obasi                | 26   | Warri                   |
| Países Bajos       | Milenka Janssen                    | 18   | La Haya                 |
| Panamá             | Leydis Maibeth González Rivas      | 19   | Ciudad de Panamá        |
| Paraguay           | Viviana Florentín Jiménez          | 22   | Fernando de la Mora     |
| Perú               | Silvana Vásquez Monier             | 25   | Lima                    |
| Polonia            | Ewa Bożena Mielnicka               | 24   | Ostrołęka               |
| Portugal           | Linda Gomes Cardoso                | 23   | Setúbal                 |
| Puerto Rico        | Velmary Paola Cabassa Vélez        | 22   | San Germán              |
| República Checa    | Michaela Hávová                    | 23   | Praga                   |
| República Eslovaca | Lenka Tekeljaková                  | 24   | Liptovský Mikuláš       |
| Ruanda             | Colombe Akiwacu                    | 24   | Kigali                  |
| Rumania            | Sînziana Sîrghi                    | 22   | Galați                  |
| Rusia              | Vlada Gritsenko                    | 19   | San Petersburgo         |
| Singapur           | Chloe Xu Xiaohui                   | 25   | Ciudad de Singapur      |
| Sri Lanka          | Ornella Mariam Jayasiri Gunesekere | 24   | Kirulapana              |
| Sudáfrica          | Talitha Bothma                     | 17   | Pretoria                |
| Suecia             | Moa Johandersson                   | 22   | Estocolmo               |
| Suiza              | Nadine Oberson                     | 28   | Fribourg                |
| Surinam            | Jaleesa Pigot                      | 24   | Paramaribo              |
| Tailandia          | Chatchadaporn Kimakorn             | 26   | Phichit                 |
| Trinidad y Tobago  | Lia Djemila Ross                   | 20   | Glencoe                 |
| Turquía            | Damla Figan                        | 21   | Erzincan                |
| Ucrania            | Anastasia Lenna                    | 26   | Kiev                    |
| Venezuela          | Valeria Alejandra Vespoli Figuera  | 22   | Maturín                 |
| Vietnam            | Dương Ngọc Khả Trang               | 24   | Hanói                   |

### Candidatas retiradas
- Guatemala - Mélida Marioly Perdomo Villagrán
- Irlanda - Shannen McGrath
- Irlanda del Norte - Keely Atkinson Strutton
- República Dominicana - Alexandra Elizabeth Párker
- Sierra Leona - Naomi Kargbo
- Tonga - Sicilia Makisi

### Candidatas reemplazadas
- Bielorrusia - Ekaterina Savchuk fue reemplazada por Polina Pimahina.
- China - He Siru fue reemplazada por Xuan Huang.
- Dinamarca - Sofie Nielsen fue reemplazada por Malene Riis Sørensen.
- Ecuador - Ivanna Fiorella Abad Vásquez fue reemplazada por María Isabel Piñeyro García.
- El Salvador - Sofía Trigueros fue reemplazada por Lisbeth Interiano.
- Gales - Tope Sadiku fue reemplazada por Joey Staerkle.
- India - Sushruthi Krishna fue reemplazada por Srinidhi Ramesh Shetty.
- Kosovo - Aldina Xhelaj fue reemplazada por Elina Berdica.
- República Checa - Barbora Hamplová fue reemplazada por Michaela Hávová.
- Singapur - Ischelle Koo fue reemplazada por Chloe Xu Xiaohui.
- Suiza - Ambre Chavaillaz fue reemplazada por Nadine Oberson.

## Datos acerca de las delegadas
- Algunas de las delegadas de Miss Supranacional 2016 han participado en otros certámenes internacionales de importancia:
  - Korinna Kocsis (Hungría) participó sin éxito en Miss Tierra 2009.
  - Silvana Vásquez (Perú) participó sin éxito en Miss Tierra 2010, Miss Turismo Latino 2010 y Miss Intercontinental 2011.
  - Ornella Gunesekere (Sri Lanka) participó sin éxito en Miss Internacional 2010 y Miss Universo 2018 y semifinalista en Miss Turismo Internacional 2011 y Miss Grand Internacional 2015.
  - Amina Sousou (Bélgica) fue semifinalista en Miss Global Teen 2012.
  - Britta Battogtokh (Mongolia) fue cuartofinalista en Miss Model of the World 2012 y participó sin éxito en Miss Grand Internacional 2014 y Miss Tierra 2020.
  - Sînziana Sîrghi (Rumania) participó sin éxito en Miss Intercontinental 2012.
  - Malene Sørensen (Dinamarca) participó sin éxito en Miss Mundo 2013.
  - Océane Pernodet (Francia) fue semifinalista en Miss Turismo Queen Internacional 2013 y World Beauty Queen 2018, cuarta finalista en Miss Globe 2015 y participó sin éxito en Miss Grand Internacional 2016.
  - Dajana Laketic (Malta) participó sin éxito en Miss Bridge of the World 2010 y Miss Grand Internacional 2014 y ganadora de Miss Princess of the World 2017.
  - Chloe Xu (Singapur) participó sin éxito en World Miss University 2014 y Miss All Nations 2016.
  - Clóris Junges (Brasil) fue semifinalista en Miss Global Beauty Queen 2015.
  - Dasol Lee (Corea del Sur) participó sin éxito en Miss Grand Internacional 2015.
  - Paola Chacón (Costa Rica) fue ganadora de Miss Turismo Intercontinental 2015, semifinalista en Top Model of the World 2015, representando a Isla del Coco, y participó sin éxito en Miss Internacional 2017 y Miss Universo 2019.
  - Ewa Mielnicka (Polonia) participó sin éxito en Miss Internacional 2015.
  - Linda Cardoso (Portugal) participó sin éxito en Miss Global Beauty Queen 2015.
  - Anastasia Lenna (Ucrania) fue cuartofinalista en Miss Grand Internacional 2015.
  - Dương Nguyễn (Vietnam) participó sin éxito en Miss Eco Internacional 2016 y ganadora de Supermodel Internacional 2018.
  - Polina Pimahina (Bielorrusia) participó sin éxito en Miss Internacional 2017 y finalista en Top Model of the World 2017.
  - Yesenia Barrientos (Bolivia) fue ganadora de Miss Atlántico Internacional 2017.
  - Hanna Begovic (Canadá) participó sin éxito en Miss Mundo 2018.
  - Cynthia de la Vega (México) fue primera finalista en Miss Costa Maya Internacional 2018.
  - Swe Zin Htet (Myanmar) participó sin éxito en Miss Universo 2019.
  - Milenka Janssen (Países Bajos) participó sin éxito en Top Model of the World 2019.

## Sobre los países en Miss Supranacional 2016

### Naciones debutantes
- Guyana
- Nepal

### Naciones que regresan a la competencia
Compitió por última vez en 2011:
- Etiopía

Compitieron por última vez en 2013:
- Haití
- Kosovo
- Sri Lanka
- Sudáfrica

Compitieron por última vez en 2014:
- Angola
- Argentina
- Corea del Sur
- Mongolia

### Naciones que se retiran de la competencia
- Aruba
- China Taipéi
- Curazao
- Estonia
- Gabón
- Georgia
- Ghana
- Guinea Ecuatorial
- Hong Kong
- Irlanda
- Irlanda del Norte
- Islandia
- Israel
- Italia
- Kenia
- Letonia
- Lituania
- Luxemburgo
- Marruecos
- Noruega
- Nueva Zelanda
- República Dominicana